# Olaszfa
Olaszfa is een plaats (község) en gemeente in het Hongaarse comitaat Vas. Olaszfa telt 492 inwoners (2001).